# 京襄高速动车组列车

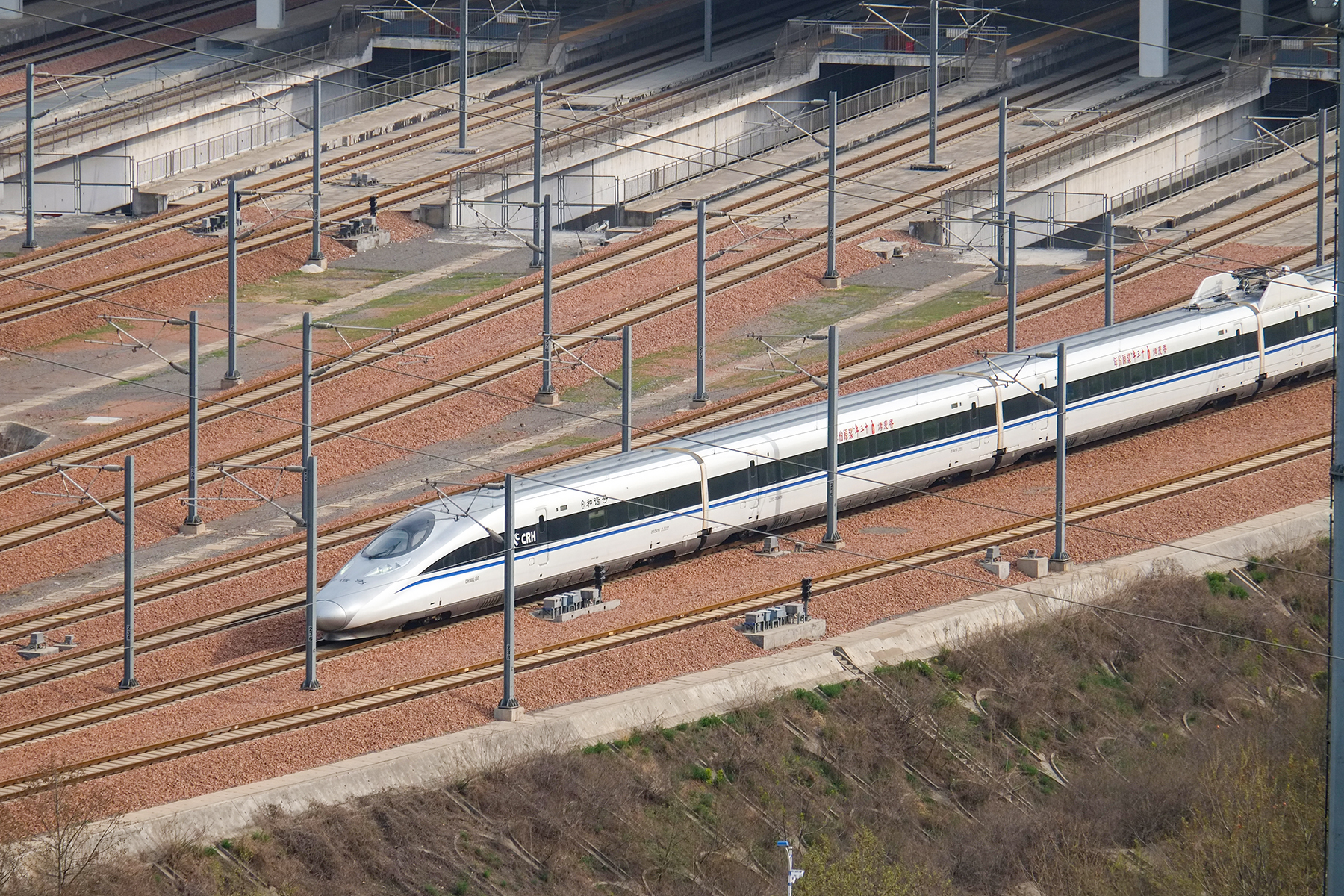
CRH380AL型第2547号担当的G1580次驶出郑州东站

京襄高速动车组列车是中国铁路运行于首都北京市及湖北省襄阳市的高速动车组列车，自2019年12月30日起开行，现合计开行2对列车，由武汉局集团襄阳客运段担任客运乘务。

## 历史
2012年12月26日，配合京广高铁杜家坎线路所至郑州东段开通，新增北京西～武汉G512次列车、北京西～武汉D2031次列车。
2016年1月10日，D2031次列车调整为高速动车组列车，车次调整为G587次。
2019年12月30日，配合郑渝高铁开通，新增北京西～襄阳东G1579/1580次列车。
2020年7月1日，G587次列车延长至襄阳东站终到，G512次延长枣阳站始发。
2022年6月20日，配合京广高铁北段运行图重排，新增G803/804次列车，同时原G587/512次列车改车次为G1527/1528次。
2024年6月15日，G1579/1580次运行区段调整为北京西～广州南，G1528次运行区段调整为襄阳东～北京西。

## 使用列车
G803/804次列车使用配属武汉局集团武汉动车运用所的CR400AF-Z，重联运行；G1527/1528次列车使用配属武汉局集团襄阳东动车运用所的CRH380AL。